# دیتریخوف (ناحیه لیبرتس)
دیتریخوف (به چکی: Dětřichov) یک منطقهٔ مسکونی در جمهوری چک است که در ناحیه لیبرتس واقع شده‌است. دیتریخوف ۹٫۷۱ کیلومتر مربع مساحت و ۷۳۵ نفر جمعیت دارد و ۳۵۵ متر بالاتر از سطح دریا واقع شده‌است.